# Can I Get A...
"Can I Get A..." é um single de 1998 do rapper Jay-Z que apresenta Amil e Ja Rule. Foi lançado na trilha sonora de A Hora do Rush, mas também apareceu no terceiro álbum de Jay-Z, Vol. 2... Hard Knock Life. A canção foi produzida por Irv Gotti e Lil' Rob. A canção é notável por popularizar os jovens Amil e Ja Rule, assim como se tornando um dos singles de maior sucesso de Jay-Z na época, alcançando a posição 19 na Billboard Hot 100.
O refrão da canção original começa com "Can I get a 'fuck you'", mas foi censurado para "Can I get a 'what what'" e ".. whoop whoop" para airplay na rádio.
O vinil do single "Can I Get A..." foi lançado em 1998 com duas faixas que não apresentam Jay-Z: "Bitch Betta Have My Money", de Ja Rule, e "And You Don't Stop", do Wu-Tang Clan. O single em CD foi lançado em 1999 com duas faixas diferentes que não apresentam Jay-Z: "Faded Pictures", de Case e Joe, e "How Deep Is Your Love", de Dru Hill e Redman. Todas as canções foram incluidas na trilha sonora de "Rush Hour".
"Strawberry Bounce", uma canção de Janet Jackson de seu álbum Damita Jo, usa um sample de "Can I Get A...".
A VH1 elegeou "Can I Get A..." o número 57 na sua lista das 100 Maiores Canções dos Anos 90.
Chris Penn apareceu no videoclipe como o garçom dançando misturando drinks no fundo.

## Paradas

### Posições de pico
| Parada (1998-99)                                  | Posição de pico |
| ------------------------------------------------- | --------------- |
| Canadian Singles Chart                            | 36              |
| UK Singles Chart                                  | 24              |
| E.U.A. Billboard Hot 100                          | 19              |
| E.U.A. Billboard Hot R&B/Hip-Hop Singles & Tracks | 6               |
| E.U.A. Billboard Hot Rap Singles                  | 22              |

### Paradas de fim de ano
| Parada de fim de ano (1998) | Posição |
| --------------------------- | ------- |
| E.U.A. Billboard Hot 100    | 39      |

## Lista de faixas do single

### CD
1. "Can I Get A..." (5:13)
2. "Faded Pictures" (3:48)
3. "How Deep Is Your Love" (3:58)

### Vinil

#### Lado A
1. "Can I Get A... (Radio Edit)"
2. "B**** Betta Have My Money (Radio Edit)"
3. "And You Don't Stop (Radio Edit)"

#### Lado B
1. "Can I Get A... (TV track)"
2. "B**** Betta Have My Money (TV Track)"
3. "And You Don't Stop (TV Track)"